# Deren Ibrahim
Deren Ibrahim (Sidcup, 9 marzo 1991) è un ex calciatore gibilterriano, di ruolo portiere.

## Carriera

### Club
Ha sempre giocato nel campionato inglese (dalla quinta all'ottava serie) tranne una parentesi in patria con il St. Andrews in seconda serie.

### Nazionale
Ha esordito con la nazionale di Gibilterra il 10 ottobre 2016 nella partita persa per 6-0 contro il Belgio e valevole per le qualificazioni ai Mondiali 2018.

## Palmarès

### Club

#### Competizioni nazionali
- Isthmian League: 1

Dartford: 2009-2010

#### Competizioni regionali
- Kent Senior Cup: 1

Dartford: 2015-2016